# The Way You Look Tonight
The Way You Look Tonight ist ein Song aus dem Hollywood-Musical Swing Time, der 1936 von Jerome Kern (Musik) und Dorothy Fields (Text) geschrieben wurde. Fred Astaire trägt ihn im Film seiner Filmpartnerin Ginger Rogers vor. Der Song im AABA-Schema wurde 1937 mit dem Oscar für den besten Song ausgezeichnet.
Nach der Premiere von Swing Time nahm Astaire mehrere Songs aus dem Film mit dem Orchester Johnny Greens auf. The Way You Look Tonight blieb sechs Wochen lang auf Platz #1 der amerikanischen Hitparade. Später gelangten Pick Yourself Up und A Fine Romance ebenso auf den ersten Platz.
Kern hat The Way You Look Tonight und A Fine Romance als kontrapunktische Melodien geschrieben. In der letzten Szene des Films singt Rogers The Way You Look Tonight gleichzeitig mit Astaires A Fine Romance (mit verändertem Text). Dies ist das einzige Mal, dass Astaire und Rogers, die in zehn Filmen zusammen gespielt haben, im Kontrapunkt singen.
Der Song ist ein Pop- und Jazzstandard geworden. Etliche Künstler haben ihn aufgenommen, unter anderen Teddy Wilson mit der Sängerin Billie Holiday (1936; # 3 in den US-Charts), Benny Goodman mit der Sängerin Peggy Lee (1942), Eddie Condon (1946 als Up-Tempo-Nummer), Charlie Parker (Bird on 52nd Street, 1948), Hans Kollers New Jazz Stars (1953), Art Blakeys Jazz Messengers (1954), Cannonball Adderley sowie Johnny Griffin mit Hank Mobley und John Coltrane (1957), Art Pepper (1960), Eric Dolphy (1961), Ella Fitzgerald (1963), Frank Sinatra mit Nelson Riddle (1964), das Keith Jarrett Trio (1982), Brad Mehldau (1997), Bryan Ferry (1999) oder Steve Turré mit Ray Charles (2000).
Das Lied wurde auch durch James Darren bekannt, der es 1999 in der letzten Folge von Star Trek: Deep Space Nine in seiner Rolle als Vic Fontaine sang. Die Aufnahme ist auf seinem Album This One’s from the Heart erschienen.